# Retrato en sepia
Retrato en sepia es una novela de la escritora chilena Isabel Allende, publicada en el año 2000. Forma parte de una colección de novelas sobre las familias Sommers y Del Valle, iniciada con Hija de la fortuna.

## Argumento
Esta novela, de género autobiográfico, se encuentra ubicada en el siglo XIX, principalmente en Chile, Estados Unidos y Europa. Relata en primera persona la vida de la protagonista, Aurora del Valle, aunque detalla también acontecimientos muy anteriores a su nacimiento, para poder situar al personaje dentro del contexto de las familias Sommers y Del Valle. 
La obra está dividida en tres partes; la primera de ellas trata la infancia de Aurora en San Francisco, California. Su madre muere al darla a luz, y su padre se desentiende de ella. Pasa sus años más tempranos con sus abuelos maternos, Tao Chi'en y Eliza Sommers; pero cuando Tao, a quien la unía una estrecha relación, muere, la pequeña Aurora es enviada con su abuela paterna, Paulina del Valle. Ella es un personaje central en la novela y ejerce una gran influencia sobre Aurora: es una mujer muy enérgica, que no obedece a nadie y logra imponer siempre su férrea voluntad. Aún con más de sesenta años conserva su gran habilidad para los negocios y el marcado carácter de su juventud. A pesar de ello, Paulina adora a su nieta, a la que cría rodeada de todas las comodidades. Sin embargo, Aurora resulta ser una niña solitaria, que sufre recurrentes pesadillas que es incapaz de comprender.
En la segunda y la tercera partes, se relatan la adolescencia y la edad adulta de Aurora. En estos años la joven, que empieza a desarrollar una profesión como fotógrafa, viaja con su abuela a Europa, a fin de que Paulina reciba tratamiento en una prestigiosa clínica para el tumor que se le ha diagnosticado. Allí Aurora se enamora de Diego Domínguez, con el que acaba casándose, en un matrimonio que resulta ser de lo más infeliz cuando descubre que Diego sólo la utiliza como tapadera para ocultar sus amores con su cuñada. Aurora acabará alejándose de su marido y buscando el amor en otro lugar, a la vez que va descubriendo la verdad acerca de su pasado y de su familia. Es sólo al final de la obra que la joven alcanza a conocer la raíz de sus pesadillas, relacionada con la verdadera razón de la muerte de Tao Chi'en.
- Datos: Q1431488

## Reseña
En retrato en sepia, encontramos algunas similitudes con la vida de Isabel Allende, por lo que se puede pensar que algunos fragmentos son tomadas de la vida real de la escritora. La novela describe también la historia política de Chile, en particular la Guerra del Pacífico e Isabel Allende muestra su rechazo a la guerra y su actitud pacifista. También, al igual que la escritora, algunos personajes femeninos como Nívea, Aurora y Matilda son feministas y tienen ideas liberales, a diferencia de Paulina del Valle, que es totalmente conservadora.
El estilo es similar a obras estadounidenses, en particular la primera parte, que tiene similitudes con la obra de Howard Fast. Tal vez sea porque describen un lugar común, San Francisco; esa primera parte de la novela se parece a la novela Los inmigrantes. Los personajes tienen una gran profundidad psicológica, hecho que es más notable por estar escrita en primera persona de forma que el lector tiene acceso directamente a los pensamientos de Aurora del Valle. Allende ha escrito varias obras de ficción histórica y se puede apreciar que es una experta en el género; sus descripciones de una época en la que no vivió se atienen a la realidad completamente.
Isabel Allende despliega su buen sentido del humor, muchos apartes están escritos con ironía y tal vez un poco de cinismo. La parte histórica de la novela, las descripciones de la Guerra del Pacífico, son muy crudas y realistas, sin embargo. Por ejemplo, en una escena se puede prácticamente sentir el dolor de Severo del Valle cuando le es amputada su pierna, debido a la exactitud de la descripción. Esta guerra está descrita de una forma que tal vez intente mostrar lo absurda y sanguinaria que fue, tanto para vencedores como vencidos.
Aunque Isabel ha escrito obras en el género del realismo mágico, como La casa de los espíritus, Retrato en sepia es una novela biográfica, histórica y romántica.